# Quảng Văn, Ba Đồn
Quảng Văn là một xã thuộc thị xã Ba Đồn, tỉnh Quảng Bình, Việt Nam.

## Địa lý
Xã Quảng Văn nằm tại ngã ba sông nơi hợp lưu của sông Gianh và sông Son, có vị trí địa lý:
- Phía đông giáp phường Quảng Thuận
- Phía tây giáp các xã Quảng Hòa, Quảng Lộc và Quảng Minh
- Phía nam giáp xã Quảng Minh và huyện Bố Trạch
- Phía bắc giáp xã Quảng Lộc và phường Quảng Thuận.

Xã Quảng Văn có diện tích 4,55 km², dân số năm 2019 là 5.269 người, mật độ dân số đạt 1.158 người/km².

## Hành chính
Xã Quảng Văn được chia thành 4 thôn: La Hà Tây, La Hà Nam, La Hà Đông, Văn Phú.

## Lịch sử
Trước đây, xã Quảng Văn thuộc huyện Quảng Trạch.
Từ ngày 20 tháng 12 năm 2013, xã trực thuộc thị xã Ba Đồn như hiện nay.